# Stari Pavljani
Stari Pavljani es una localidad de Croacia en la ciudad de Bjelovar, condado de Bjelovar-Bilogora.

## Geografía
Se encuentra a una altitud de 141 m s. n. m. a 92 km de la capital nacional, Zagreb.

## Demografía
En el censo 2011, el total de población de la localidad fue de 241 habitantes.
| Gráfica de población de Stari Pavljani 1857-2011                    |
|                                                                     |
| Según los censos de población de la oficina estadística de Croacia. |